# Astrid–1
Astrid–1 tudományos műhold, az első svéd mikroszatellit, magnetoszféra kutató műhold.

## Küldetés
Feladata a svéd tudományos program folytatása a magnetoszféra az ionoszféra, valamint a sarki fény vizsgálata.

## Jellemzői
Gyártotta a Svéd Űrvállalat (Swedish Space Corporation – SSC), üzemeltette a Svéd Nemzeti Űrkutatási Bizottság (Swedish National Space Board – SNSB). Társműholdjai: Cikada–1 (orosz); Faisat–1 (amerikai).
Megnevezései:  COSPAR: 1995-002B; GRAU-kódja: 23464.
1995. január 24-én a Pleszeck űrrepülőtérről LC–132/1 (LC–Launch Complex) jelű indítóállványról egy Koszmosz–3M (11K65M) hordozórakétával állították alacsony Föld körüli pályára (LEO = Low-Earth Orbit). Az orbitális pályája 105 perces, 82,9 fokos hajlásszögű, elliptikus pálya perigeuma 963 kilométer, az apogeuma 1027 kilométer volt.
Forgás stabilizált, a Napra tájolt űreszköz. Magassága 45 centiméter, tömege 27 kilogramm. Telemetriai egységeinek működését antennákkal segítették. Az űreszközhöz napelemeket rögzítettek (38,5 W), éjszakai (földárnyék) energia ellátását újratölthető nikkel-kadmium akkumulátorok biztosították. A stabilitást mini gázfúvókákkal segítették.
Műszerei
- Pippi (Prelúdium Planetary Particle Imaging) semleges atomok analizátora,
- EMIL – elektron spektrométer,
- kettő darab UV Mio (Miniature Imaging Optics) kamera, az egyik az északi fény, a másik a magnetoszféra és az ionoszféra vizsgálatát végezte.

1995. március 1-jén a DC/DC átalakító rövidzárlat miatt üzemképtelenné vált, az űreszköz befejezte tudományos szolgálatát. Működő eszközeivel  különböző teszteket végeztek.